# Blommersia bara
Blommersia bara — вид жаб родини мадагаскарських жаб (Mantellidae). Виділений у 2023 році з виду Blommersia wittei на основі генетично-молекулярних досліджень.

## Назва
Видова назва bara дана на честь народу бара, який живе в тому ж регіоні, що й вид.

## Поширення
Вид є ендеміком Мадагаскару. Поширений на більшій частині західної частини острова. Мешкає у струмках і болотах.

## Опис
Було помічено, що розмір особин Blommersia bara сильно відрізняється в різних регіонах. Довжина тіла самців коливається від 18,2 до 25,7 мм, тоді як у самиць — від 22,0 до 26,4 мм. 